# شرینیواس کولکارنی
شرینیواس کولکارنی (انگلیسی: Shrinivas Kulkarni؛ زاده ۱۹۵۶) یک فیزیک‌دان، و ستاره‌شناس هندی‌تبار اهل ایالات متحده آمریکا است.